# Thaumatopsis gibsonella
Thaumatopsis gibsonella là một loài bướm đêm trong họ Crambidae.